# Andy Holm
Andy Holm (eigentlich: Andreas Holm) (geboren 6. April 1960 in Uetersen) ist ein deutsch-australischer Filmemacher, Komponist, Weltmusik-Künstler und Didgeridoomusiker.

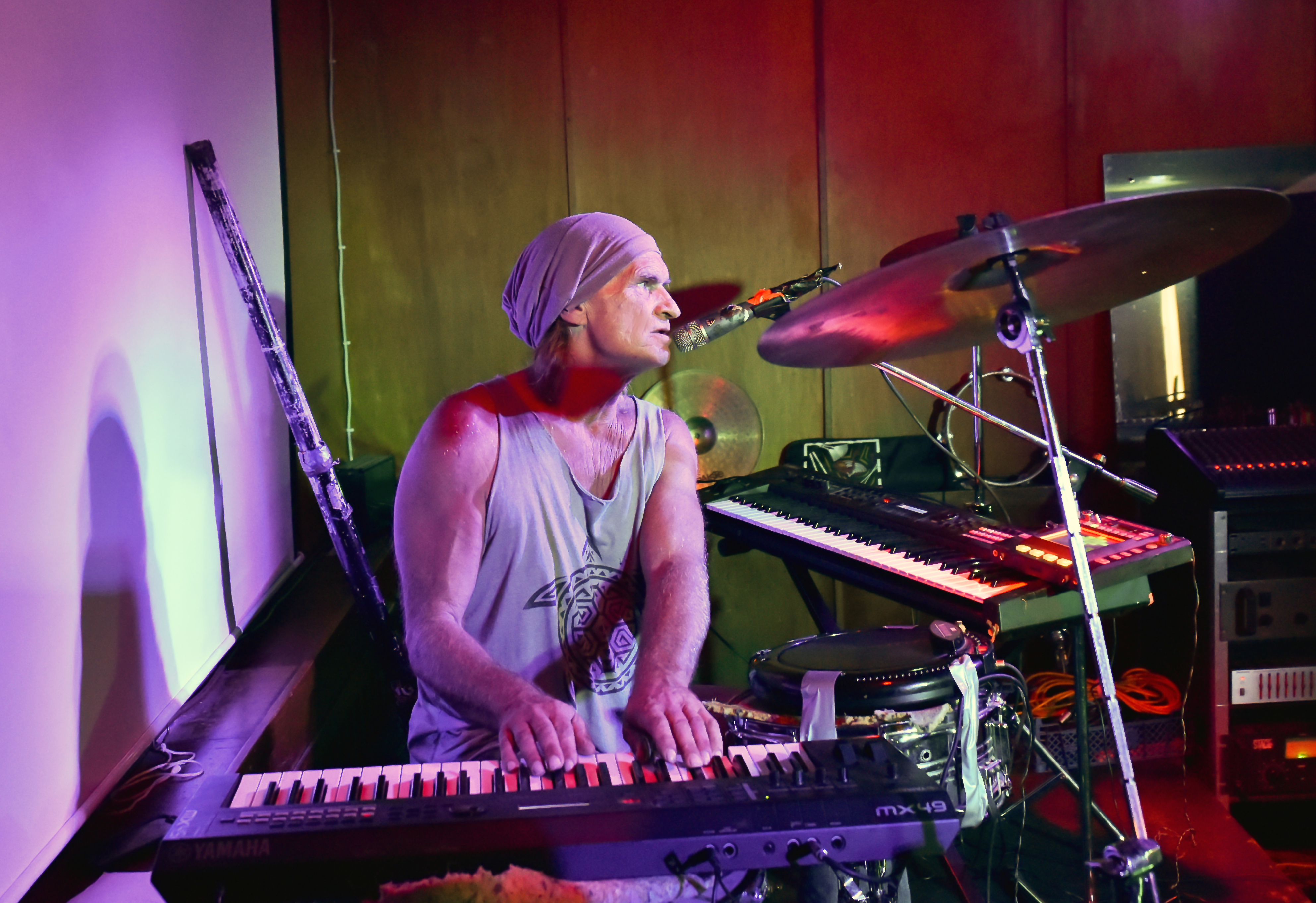
Andy Holm Live in Concert im Taps Uetersen 2017

## Leben

Andy Holm's erste Maxi-Single Alles Gute, heute eine gesuchte Rarität.

Holm besuchte das Ludwig-Meyn-Gymnasium in Uetersen und war als Zusteller bei den Uetersener Nachrichten tätig. In den späten 1970er Jahren gab Holm als Keyboarder zusammen mit Karl-Heinz Boyke am Schlagzeug und als Solokünstler mit Keyboard und Synthesizer die ersten Livekonzerte in Elmshorn und im Uetersener „Klepper-Haus“, die ihn regional bekannt machten. 1982 veröffentlichte er unter dem Namen „Andreas Holm's Collage“ seine erste Maxi-Single Alles Gute mit den Songs Steh ich nicht drauf und Bitterer Geschmack, die im „Container-Records-Studio“ in Hamburg aufgenommen wurde. Diese brachte ihm seinen ersten Achtungserfolg und ist heute eine gesuchte Rarität. In Uetersen knüpfte er über die dortige Hippiekommune „Toscha-Family“ erste Kontakte zu indischer Musik. Kurz vor seinem Abitur reiste Holm nach Indien, wo er zwei Jahre blieb, unter anderem acht Monate in einer Musikschule im Norden des Subkontinents. Dort studierte Holm die nordindische Musik.
Die musikalischen Einflüsse des damaligen Aufenthalts in Indien sind in der Musik von Holm zum Teil erkennbar. Bei seinem Aufenthalt in Indien lernte er eine Australierin kennen und zog mit ihr nach Sydney, Australien. Dort heiratete er 1987 seine heutige Frau Keinlynn. Mit ihr und der gemeinsamen Tochter Maanee lebte Holm in Byron Bay, rund 800 Kilometer nördlich von Sydney.
Von der dortigen Atmosphäre lässt sich Holm noch heute bei seiner Musik inspirieren. Dafür erlernte er das Spiel auf dem Didgeridoo, dem traditionellen Musikinstrument der australischen Ureinwohner. Daneben spielt er australische Flöten, indische Sitar, Berimbau und Kalimba. Insgesamt beherrscht er 18 Instrumente plus Perkussionsinstrumente, sowie Afrikaans oder Suaheli-Gesang.
Im Jahr 2000 wurde er mit seinem Motorrad von einem Auto, das über eine rote Ampel fuhr, gerammt und schwer verletzt. Dabei wurden ihm 12 Knochen gebrochen und er musste ein Jahr in einem Rollstuhl und weitere eineinhalb Jahre auf Krücken verbringen.
Mit seiner Weltmusik feierte Holm seine ersten großen Erfolge. Sein Song „Deva Deva“ auf der CD „The Byron Re-Mix Album“ wurde 2009 als bestes „Weltmusik-Stück“ in Australien ausgezeichnet. In Singapur startete er ein Projekt mit dem National Geographic. Außerdem arbeitet Holm als Filmemacher und komponiert für Filmproduktionen.
In seiner Karriere führte Holm mehr als 650 Live-Auftritte in ganz Australien, Singapur und Deutschland durch. Aufgrund seiner Verbindungen mit dem National Geographic und der Singapore Film Society hat er Musik für mehrere Filme und Dokumentationen über Australien komponiert.
Holm wurde im Theater ausgebildet und komponierte Musik für die Bühne. Er hat sein eigenes Studio in der Nähe von Byron Bay und wurde „für Best Film Music 2004“ „Best World Music Song 2005“ nominiert. Er gewann den NCEIA Music Award im Jahr 2006 für „Best World Music Song“. Sein erster Kurzfilm „Brunswick Fluss Beauty“ (Drehbuch, Kamera, Musik) war der Runner-up beim „Life On The River“ Wettbewerb 2005.
Im Jahr 2012 trat er in der sechsten Staffel von Australia’s Got Talent auf und erreichte dort im achten Semifinale den vierten Platz.
Zwischenzeitlich zog Holm von Australien nach Thailand. Mit seiner Familie lebt er auf Ko Phangan, einer Insel, 60 Kilometer nordöstlich des thailändischen Festlandes.
37 Jahren nach seinem ersten Konzert im Uetersener „Klepper-Haus“ gab er 2017 sein erstes Deutschlandkonzert in der legendären Musiskneipe „Taps“ in seiner Heimatstadt.

## Auszeichnungen und Nominierungen
- Nominierung „Beste Filmmusik“ 2004 Dolphin Awards
- Nominierung „Best World Music Song“ (2005), Dolphin Awards
- Runner-up „Life On The River“ Film Competition 2005 mit seinem ersten Kurzfilm „Brunswick Fluss Beauty“ (Drehbuch, Kamera, Musik)
- Gewinner „Best World Music Song“, (2006), Dolphin Awards
- Gewinner des „Dolphin Awards for best World / Reggae Music (2006)“

## Diskografie
- Alles Gute (Maxi-Single) (1982)
- Blue Mountain Tale Australia (Dawn, Ancient, Bangari) (CD)
- The Mystical Sounds of Jenolan Caves (Arriving, Lucas, Temple of Baal) (CD)
- Music And Poems of the Hoffman Process (CD)
- Music for Filmtheatre Documentary (Music for the Right Brain) (CD)
- Byron Bay Collection (CD)
- The Byron Re-Mix Album (CD)
- Cafe de Bondi (CD)
- Sunrise at Bondi Beach (CD)
- Byron Bay Cafe (CD)
- Byron Bay Collection Vol. 2 (CD)
- TranceRelex 5 (Cool music to chill out on the beach) (CD)
- The White Session Room (CD)

## Filme und Filmmusiken
- 5 Short Films (Film and Music by Andy Holm)
- Singapore with Edmond Chen
- Northern Rivers Community Legal Centre 10th Anniversary November 2006
- Ein paar Wochen Australien
- Brunswick River Beauty (Film & Music Andy Holm)
- Dreaming about Jenny (Film & Music Andy Holm)
- Freedom Dance
- Rooted
- How Much Bull can You Take ?
- Between Bush and a Iraq Hard Place
- A Journey Forgotten
- Jungle Bunny
- Loose Change
- Mullum Madness (Film & Music Andy Holm)
- Sweed Phoebe
- Tashi Palthiel
- The Entcounter
- Thing About It!
- Twins